# Jean-François Champollion
Jean-François Champollion (n. 23 decembrie 1790, Figeac, Franța - d. 4 martie 1832, Paris) a fost un orientalist francez.

## Biografie
Activitatea sa este legată în special de egiptologie, domeniu care i-a adus faimă, el reușind să stabilească metoda pentru descifrarea hieroglifelor. Această realizare se datorează cunoștințelor sale deosebite în ceea ce privește limbile orientale, în special copta. Ducând mai departe cercetările altor orientaliști care se aplecaseră asupra descifrării hieroglifelor de pe piatra din Rosetta (găsită de soldații lui Napoleon în timpul campaniei din Egipt), prin compararea celor trei limbi ale inscripției (hieroglifică, demotică și greacă) reușește să pătrundă înțelesul hieroglifelor.
În 1810, într-un memoriu publicat la Grenoble, el afirmă că hieroglifele aveau calitatea de a reproduce sunete și în 1822 prezintă demonstrația ipotezei sale. Între anii 1828-1829 efectuează o vizită în Egipt, verificându-și teoria. Spre sfârșitul vieții sale a funcționat ca profesor la Collège de France în 1831 .
În orașul său natal, Figeac, în semn de omagiu adus lui Champollion, se găsește astăzi instalată o replică mărită a pietrei din Rosetta.

## Lucrări
- Le Normant, ed. (1819). Annales des Lagides, ou chronologie des rois grecs d'Égypte successeurs d'Alexandre le Grand. Parametru necunoscut |lieu= ignorat (posibil, |location=?) (ajutor) ;
- Lettre à M. Dacier relative à l'alphabet des hiéroglyphes phonétiques. 1822. ;
- Panthéon égyptien, collection des personnages mythologiques de l'ancienne Égypte, d'après les monuments (explanatory text to illustrations by [[Léon-Jean-Joseph Dubois]] ). 1823. Conflict URL–wikilink (ajutor)
- Précis du système hiéroglyphique des anciens Égyptiens. 1824. ;
- Lettres à M. le Duc de Blacas d'Aulps. 1826. ;
- Notice descriptive des monuments égyptiens du musée Charles X. 1827. ;
- Précis du système hiéroglyphique des anciens Égyptiens ou Recherches sur les éléments premiers de cette écriture sacrée, sur leurs diverses combinaisons, et sur les rapports de ce système avec les autres méthodes graphiques égyptiennes. 1828. ;
- Lettres écrites d'Égypte et de Nubie. 1828. ;
- Grammaire égyptienne. 1836, post-mortem. Verificați datele pentru: |date= (ajutor);
- Dictionnaire égyptien en écriture hiéroglyphique. 1841, post-mortem. Verificați datele pentru: |date= (ajutor);
- Others – Principes généraux de l'écriture sacrée, ediție nouă într-o prefață de Christiane Ziegler, Institut d'Orient, 1984.